# 弧矢增六
弧矢增六（英語：Tau Canis Majoris，Bd：τCMa）是位於大犬座的多星系統，距離地球約5,000光年，是疏散星團NGC 2362中最亮的成員。

## 系統

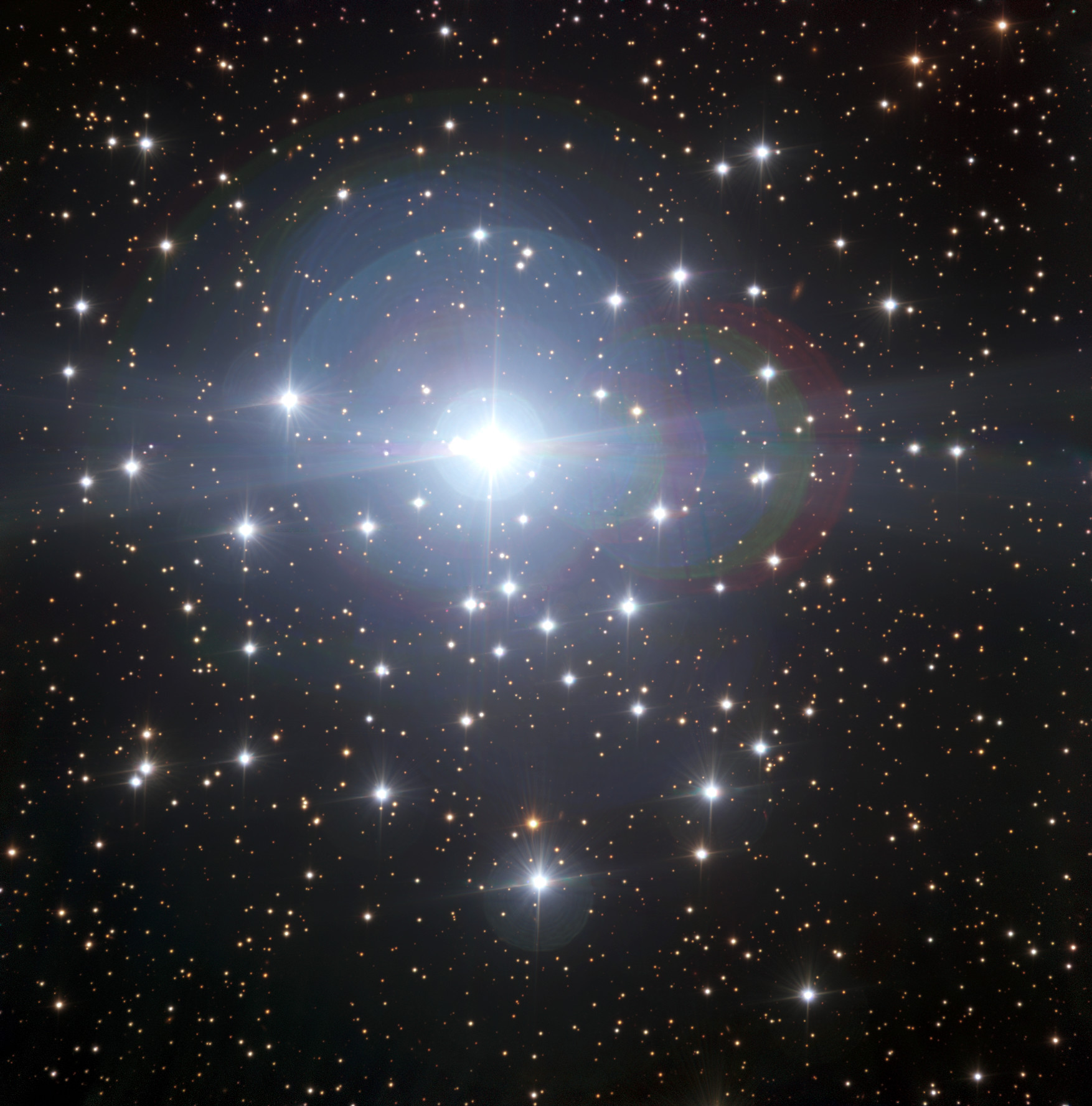
弧矢增六位於NGC 2362中心

弧矢增六位於疏散星團NGC 2362中心，該年輕星團擁有幾百顆恆星，而弧矢增六是該星團脫離主序帶的恆星中最亮的一顆。約翰·赫歇爾將幾顆恆星列為它的伴星：弧矢增六B為10等星，距主星（弧矢增六A）8.6角秒；弧矢增六C為14等星，距主星14.2角秒；弧矢增六D為8等星，距主星85角秒。2010年再度發現了10等的弧矢增六E，與主星相距僅不到1角秒。這些恆星都是NGC 2362中的主序星之一，若假定這些恆星是重力束縛的，則AB聯星的軌道週期推測為94,000年。

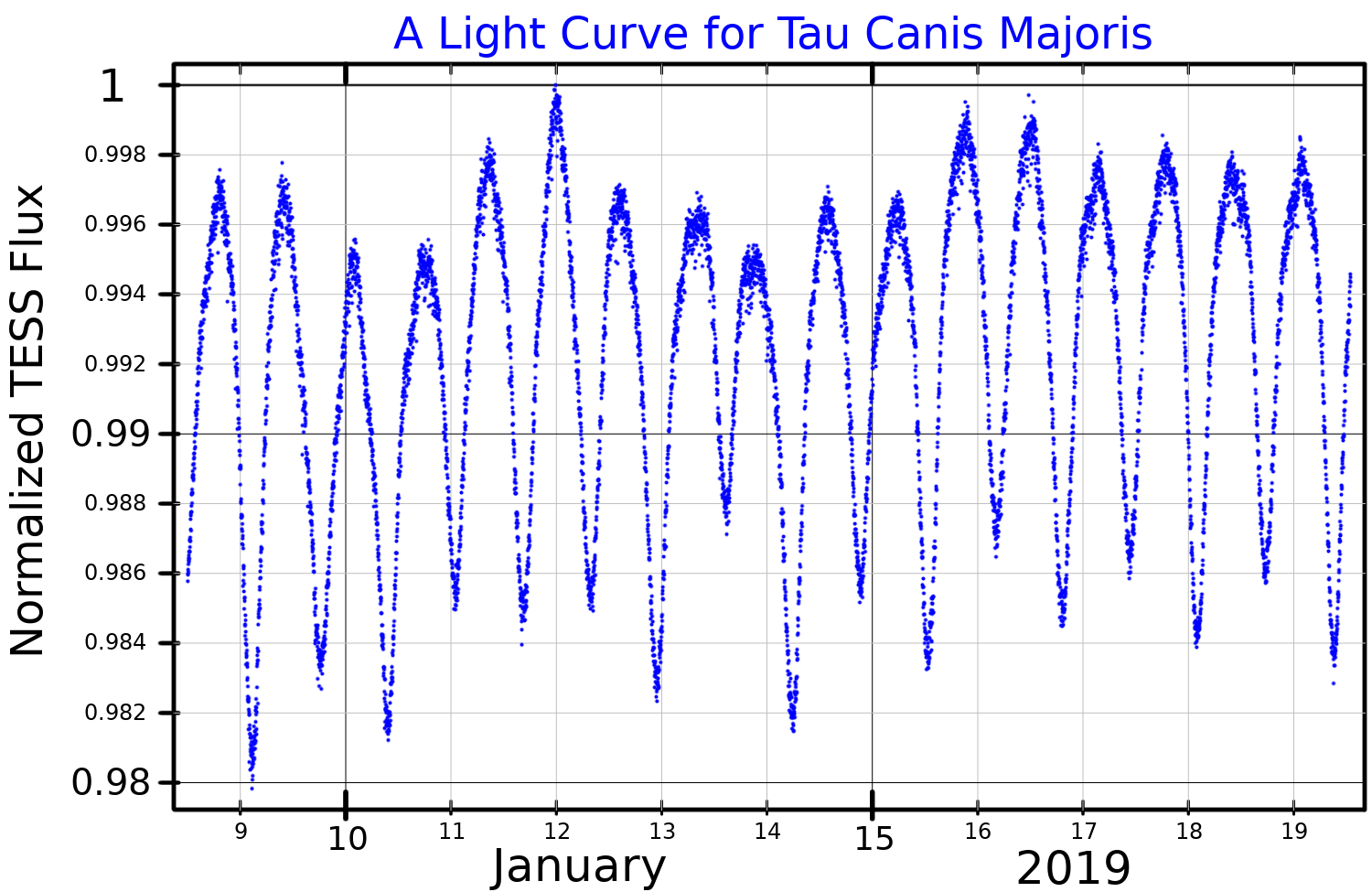
根据TESS数据绘制的弧矢增六光變曲線圖

1951年，主星A被發現為一對距離僅為0.15角秒的雙星，軌道周期為250年。華盛頓雙星目錄將這對雙星列為4.89等的弧矢增六Aa和5.33等的弧矢增六Ab，CCDM將其命名為弧矢增六A和弧矢增六P。弧矢增六Aa本身又是一組週期為154.918天的光譜聯星系統，其徑向速度變化於1906年發現，軌道於1928年發表。依巴谷衛星於更近期的數據中發現其亮度有兩個相等的最小值（下降約半星等），顯示該光譜聯星系統內還存在一對週期為1.282天的食雙星 。這對食雙星是該光譜聯星中較暗的成員，並和弧矢增六Aa三星共同形成一組罕見的三星系統，即其中質量最大的Aa繞著一對較小的聯星運行。這對食雙星被命名為弧矢增六Ab1和弧矢增六Ab2（勿和距離弧矢增六Aa 0.15弧秒的弧矢增六Ab混淆）。
總而言之，弧矢增六A本身是一組非常複雜的多層次多星系統，即Aa以154.918天繞行週期為1.282天的Ab1與Ab2，Aa、Ab1與Ab2組成三星系統並與Ab以250年的週期繞行並組成A，最後與B以94,000年的週期繞行。
弧矢增七（即大犬座UW，亦稱τ2 CMa，但少用）是距離弧矢增六不到半度的4等星，也是與NGC 2362相關的一個食雙星系統。

## 特徵
弧矢增六明亮度的顯著對比使其在星團中相對於其他星星看似“跳來跳去”，業餘天文學家於是將其戲稱為“墨西哥跳星”。
弧矢增六在疏散星團NGC 2362中以O型超巨星的形式被觀測到，但人們對此多星系統其他恆星的性質知之甚少。其中，弧矢增六在其光譜、質量和光度主要由O9型巨星Aa主導，其質量約50 M☉，溫度為32,000K，光度為280,000 L☉。食雙星Ab1及Ab2特徵幾乎相同，皆為質量約為18 M☉的B型主序星。D星的被不確定的描述為具有B2V型光譜，其他三顆星光譜的相對亮度則由日食和軌道運動計算而得。